# GR 2
Der GR 2 (frz.: Grande Randonnée 2) ist ein französischer Fernwanderweg. Er führt von der Quelle der Seine bis zu ihrer Mündung in den Ärmelkanal und durchquert dabei die Regionen Bourgogne-Franche-Comté, Grand Est, Île-de-France und Normandie sowie unter anderem die Städte Dijon, Paris und Rouen. Die durchgehend markierte Strecke misst insgesamt 852 km.
Die Pariser Teilstrecke mit einer Gesamtlänge von 26 km verläuft von der Porte de Charenton am Bois de Vincennes (12. Arrondissement) im Südosten zum Parc Suzanne Lenglen (15. Arrondissement) im Südwesten der Metropole.
Dabei folgt sie über eine Entfernung von 9 km den von der UNESCO in die Liste des Weltkulturerbes aufgenommenen Quais der Seine. Die bedeutendsten Sehenswürdigkeiten auf dem Pariser Abschnitt sind der Parc de Bercy, die neue Bibliothèque nationale de France, der Jardin des Plantes mit dem Muséum national d’histoire naturelle und das Institut du monde arabe. Auf der Höhe der Kathedrale Notre Dame de Paris bietet der Fernreiseweg zwei Alternativen. Die Variante GR 2A führt über die Rive Droite durch das Marais-Viertel, das Quartier des Halles, den Louvre, den Tuileriengarten, die Place de la Concorde die Gärten der Champs-Élysées und Passy, die Variante GR 2B folgt den Quais der Seine bis zum Eiffelturm und zum Pont de Bir-Hakeim. Dort laufen die beiden Wege wieder zusammen und führen durch den Parc André Citroën zum Stadtrand.